# Casinycteris argynnis
Casinycteris argynnis é uma espécie de morcego da família Pteropodidae. Pode ser encontrada nos Camarões, Guiné Equatorial, República Democrática do Congo e República Centro-africana.